# Adeonellopsis
Adeonellopsis is een geslacht van mosdiertjes uit de  familie van de Adeonidae en de orde Cheilostomatida

## Soorten
- Adeonellopsis antilleana Cheetham, Sanner & Jackson, 2007
- Adeonellopsis arculifera (Canu & Bassler, 1929)
- Adeonellopsis australis MacGillivray, 1886
- Adeonellopsis baccata (Hutton, 1878)
- Adeonellopsis coscinophora (Reuss, 1848)
- Adeonellopsis crosslandi Waters, 1913
- Adeonellopsis distoma (Busk, 1858)
- Adeonellopsis falcifera Canu & Bassler, 1929
- Adeonellopsis foliacea MacGillivray, 1886
- Adeonellopsis hexangularis (Okada, 1920)
- Adeonellopsis japonica (Ortmann, 1890)
- Adeonellopsis latipuncta MacGillivray, 1886
- Adeonellopsis meandrina (O'Donoghue & de Watteville, 1944)
- Adeonellopsis multiporosa Aristegui, 1985
- Adeonellopsis parvipuncta (MacGillivray, 1886)
- Adeonellopsis parvirostrum Hirose, 2016
- Adeonellopsis pentapora Canu & Bassler, 1929
- Adeonellopsis portmarina (Maplestone, 1913)
- Adeonellopsis sparassis (Ortmann, 1890)
- Adeonellopsis subsulcata (Smitt, 1873)
- Adeonellopsis sulcata (Milne Edwards, 1836)
- Adeonellopsis toyoshioae Hirose, 2016
- Adeonellopsis tuberculata (Busk, 1884)
- Adeonellopsis unilamellosa Canu & Bassler, 1929
- Adeonellopsis yarraensis (Waters, 1881)

Niet geaccepteerde soorten:
- Adeonellopsis mucronata (MacGillivray, 1869) → Adeonellopsis sulcata (Milne Edwards, 1836)
- Adeonellopsis zietzii MacGillivray, 1889 → Adeonellopsis baccata (Hutton, 1878)